# Zwartkopsnijdervogel
De zwartkopsnijdervogel (Orthotomus nigriceps) is een zangvogel uit de familie Cisticolidae.

## Verspreiding en leefgebied
De zwartkopsnijdervogel komt voor in het zuiden van de Filipijnen en telt twee ondersoorten:
- O. n. nigriceps: oostelijk Mindanao.
- O. n. cinereiceps: Dinagat en Siargao (ten noordoosten van Mindanao).

## Status
De grootte van de populatie is niet gekwantificeerd maar de soort wordt omschreven als zeldzaam of schaars. Op de Rode lijst van de IUCN heeft deze soort de status niet bedreigd.